# Kolmation
Mit  Kolmation (auch Kolmatation, Kolmatierung) wird in der Bodenkunde, Hydrologie und Hydrogeologie der Prozess der Verringerung der Durchlässigkeit des Bodengerüsts infolge von Wechselwirkungen zwischen dem Boden und der darüberstehenden Wassersäule bezeichnet. In der Regel ist der Austausch zwischen Oberflächengewässern und dem Grundwasser von Interesse, wobei vor allem der Eintrag von feinerem Material, z. B. Schwebstoffen zum Kolmationseffekt beiträgt.
Bedeutsam sind neben der Kolmation auch die vom Wasser bedingten Materialverlagerungen durch Erosion und durch Suffosion.

## Historische Bedeutung
Ursprünglich wurde mit Kolmation, entsprechend der Herkunft vom italienischen colmata (dt.: Auflandung, Aufspülung), dieses von lateinisch „cumulare“ (dt.: aufhäufen), vor allem die Aufhöhung von tiefliegenden, durch Hochwasser bedrohten Landflächen durch natürliche oder künstliche Aufschwemmung mit Kies, Sand und Schlamm bezeichnet. Über eine Zuführung von schlammreichem Wasser über künstliche Kanäle wurde versucht, Sumpfflächen so aufzuhöhen, dass sie für eine Besiedlung geeignet waren.

## Heutige Verwendung
Kolmation wird synonym mit dem Begriff Selbstdichtung verwendet und bezeichnet heute in der Regel alle Vorgänge, die über eine Reduktion des Porenvolumens und eine Verfestigung des Sohlenmaterials (Filterschicht) zu einer temporären oder dauerhaften Abnahme der Durchlässigkeit des Gewässerbetts führen und damit den freien Austausch zwischen Grundwasser und Fließgewässer behindern. Im englischen wird dieser Vorgang clogging oder auch soil-clogging genannt.

## Prozesse
Man unterscheidet hierbei zwischen innerer und äußerer Kolmation.
Bei der inneren Kolmation können feine Schwebstoffpartikel (<0,002 mm) tief in die Gewässersohle eindringen, ohne jedoch die Durchlässigkeit stark zu verringern. Erst größeren Partikeln (0,002 bis 0,1 mm) gelingt dies, indem sie sich im Porenraum der Filterschicht (unter der äußeren groben Deckschicht) anlagern.
Die äußere Kolmationsschicht entsteht durch Ablagerung von Feinteilen auf der ursprünglichen Gewässersohle. Dazu müssen die beiden Voraussetzungen erfüllt sein, dass die innere Kolmation bereits vollzogen ist und die Fließgeschwindigkeiten so gering ist, dass die abgelagerten Schwebstoffe nicht als Geschiebe weitertransportiert werden können. Das zweite Kriterium ist in der Regel nur bei Flussstauhaltungen erfüllt.
Die maßgebenden Randbedingungen, die die Ausbildung einer Kolmationsschicht beeinflussen sind zusammengefasst:
- Hydraulik des Fließgewässers
- Geohydraulische Verhältnisse des Bodenkörpers
- Materialzufuhr durch das Gewässer
- Biologie des Gewässers
- Störeinflüsse

### Biokolmation
Neben den aufgeführten mechanischen Prozessen können auch physiko-chemische und biologische Vorgänge bei der Kolmation eine Rolle spielen. Hier sind vor allem die Stoffwechselvorgänge von Bakterien von Bedeutung, da sie gelöstes organisches Material transformieren und Nährstoffe remineralisieren können.
Die Ausflockung von Eisen- oder Manganverbindungen nennt sich Verockerung und wird häufig durch eine Sauerstoffanreicherung des Grundwassers verursacht. Siehe auch: Brunnenregenerierung.

## Feldproblem
Kolmation ist unter anderem ein Problem für Bio-Kläranlagen und Versickerungsanlagen. Auch durch Wurzelwachstum können die Bodenporen verstopfen (kolmatieren). Bei künstlichen, stehenden Oberflächengewässern bewirkt die Kolmation eine sukzessive Wanderung der Kippungslinie in den Grundwasseroberstrom und somit einen Anstieg des Wasserspiegels. Eine weitere Form ist die Verschlämmung der Bodenkrume durch Stark- oder Dauerregen als Problemfall der Landwirtschaft.